# Kip Thorne
Kip Stephen Thorne (ur. 1 czerwca 1940 w Logan) – amerykański fizyk teoretyczny i astrofizyk, noblista; popularyzator nauki i nauczyciel akademicki. Jego prace są związane z m.in. ogólną teorią względności i kosmologią. W 2017 roku uzyskał Nagrodę Nobla w dziedzinie fizyki wraz z Rainerem Weissem oraz Barrym C. Barishem – za zaobserwowanie fal grawitacyjnych.

## Życiorys
Ukończył California Institute of Technology w 1962, trzy lata później otrzymał doktorat w Princeton University, jego promotorem był John Archibald Wheeler.
Jest członkiem American Academy of Arts and Sciences, National Academy of Sciences (USA) i American Philosophical Society oraz laureatem wielu nagród i wyróżnień naukowych.
Pracował jako konsultant naukowy przy produkcji filmu Interstellar, nadzorując m.in. proces tworzenia widowiskowej wizualizacji czarnej dziury. W fandomie sci-fi znany z promocji hipotezy tuneli czasoprzestrzennych (wormholes). W Polsce ukazały się jego książki Czarne dziury i krzywizny czasu oraz Interstellar i nauka. Wraz z polską astrofizyczką Anną Żytkow wymyślił i opracował teoretycznie istnienie nowego rodzaju gwiazd zwanych obiektami Thorne-Żytkow.